# Tysk-österrikiska backhopparveckan 1953/1954
Tysk-österrikiska backhopparveckan 1953/1954 hoppades 31 december 1953–6 januari 1954 och vanns av norrmannen Olaf B. Bjørnstad. Österrikiske favoriten Josef Bradl vann sista deltävlingen på hemmaplan och slutade som total trea.

## Resultat

### Oberstdorf
- Datum: 31. december 1953
- Land:  Västtyskland
- Backe: Schattenbergschanze

| Placering | Hoppare           | Land         | Poäng |
| --------- | ----------------- | ------------ | ----- |
| 01        | Olaf B. Bjørnstad | Norge        | 222,0 |
| 02        | Sepp Bradl        | Österrike    | 220,5 |
| 03        | Aulis Kallakorpi  | Finland      | 216,0 |
| 04        | Arne Ellingsen    | Norge        | 215,5 |
| 05        | Albin Rogelj      | Jugoslavien  | 207,0 |
| 06        | Eino Kirjonen     | Finland      | 206,0 |
| 07        | Franz Dengg       | Västtyskland | 204,0 |
| 08        | Franz Eder        | Västtyskland | 202,0 |
| 09        | Arne Nilsson(de)  | Sverige      | 201,0 |
| 09        | Toni Brutscher    | Västtyskland | 201,0 |

### Partenkirchen
- Datum: 1. januari 1954
- Land:  Västtyskland
- Backe: Große Olympiaschanze

| Placering | Hoppare           | Land         | Poäng |
| --------- | ----------------- | ------------ | ----- |
| 01        | Olaf B. Bjørnstad | Norge        | 226,0 |
| 02        | Eino Kirjonen     | Finland      | 221,5 |
| 03        | Esko Mömme        | Finland      | 217,0 |
| 04        | Arnfinn Bergmann  | Norge        | 216,5 |
| 05        | Franz Eder        | Västtyskland | 205,5 |
| 06        | Aulis Kallakorpi  | Finland      | 204,5 |
| 07        | Toivo Lauren      | Sverige      | 197,0 |
| 08        | Arne Nilsson(de)  | Sverige      | 192,5 |
| 09        | Toni Brutscher    | Västtyskland | 191,5 |
| 09        | Josef Kleisl      | Västtyskland | 191,5 |

### Innsbruck
- Datum: 3. januari 1954
- Land:  Österrike
- Backe: Bergiselschanze

| Placering | Hoppare           | Land        | Poäng |
| --------- | ----------------- | ----------- | ----- |
| 01        | Olaf B. Bjørnstad | Norge       | 224,5 |
| 02        | Matti Pietikäinen | Finland     | 223,5 |
| 03        | Arnfinn Bergmann  | Norge       | 218,5 |
| 04        | Arne Ellingsen    | Norge       | 218,0 |
| 05        | Eino Kirjonen     | Finland     | 217,5 |
| 06        | Josef Bradl       | Österrike   | 212,5 |
| 07        | Esko Mömme        | Finland     | 211,5 |
| 08        | Aulis Kallakorpi  | Sverige     | 207,5 |
| 09        | Albin Rogelj      | Jugoslavien | 206,0 |
| 10        | Arne Nilsson(de)  | Sverige     | 203,5 |

### Bischofshofen
- Datum: 6. januari 1954
- Land:  Österrike
- Backe: Paul-Ausserleitner-Schanze

| Placering | Hoppare           | Land         | Poäng |
| --------- | ----------------- | ------------ | ----- |
| 01        | Sepp Bradl        | Österrike    | 222,5 |
| 02        | Arnfinn Bergmann  | Norge        | 218,4 |
| 03        | Olaf B. Bjørnstad | Norge        | 215,6 |
| 03        | Matti Pietikäinen | Finland      | 215,6 |
| 05        | Franz Eder        | Västtyskland | 213,4 |
| 06        | Aulis Kallakorpi  | Finland      | 210,1 |
| 07        | Josef Kleisl      | Västtyskland | 208,8 |
| 08        | Toivo Lauren      | Sverige      | 207,0 |
| 09        | Eino Kirjonen     | Finland      | 206,2 |
| 10        | Arne Ellingsen    | Norge        | 205,6 |

## Slutställning
| Placering | Hoppare           | Land         | Poäng |
| --------- | ----------------- | ------------ | ----- |
| 01        | Olaf B. Bjørnstad | Norge        | 883,0 |
| 02        | Eino Kirjonen     | Finland      | 851,2 |
| 03        | Sepp Bradl        | Österrike    | 844,0 |
| 04        | Aulis Kallakorpi  | Finland      | 838,1 |
| 05        | Arnfinn Bergmann  | Norge        | 830,9 |
| 06        | Arne Ellingsen    | Norge        | 820,1 |
| 07        | Toivo Lauren      | Sverige      | 800,5 |
| 08        | Arne Nilsson(de)  | Sverige      | 795,6 |
| 09        | Josef Kleisl      | Västtyskland | 794,8 |
| 10        | Albin Rogelj      | Jugoslavien  | 792,2 |